# Порошенко Марина Анатоліївна
Мари́на Анато́ліївна Пороше́нко (до шлюбу — Переведенцева; нар. 1 лютого 1962, Київ, Українська РСР, СРСР) — українська політична та громадська діячка. Дружина п'ятого президента України Петра Порошенка (2014—2019). З 2020 року є депутатом Київської міської ради від партії «Європейська Солідарність», очолювала список цієї партії в Києві на виборах 2020 року.
Голова Ради Благодійного фонду Петра Порошенка. У 2018—2019 роках — голова Українського культурного фонду.

## Біографія
Народилася 1 лютого 1962 року в Києві. Батько певний час працював заступником міністра охорони здоров'я УРСР.
У 1980—1986 роках навчалася в Київському медичному інституті. Закінчила аспірантуру й 1991 року захистила кандидатську дисертацію.
Після закінчення інституту працювала лікаркою в кардіологічному відділенні Жовтневої клінічної лікарні в Києві.
Була помічницею народного депутата 4-го скликання Віктора Короля на громадських засадах.
У 2005—2007 роках навчалася й закінчила з відзнакою Національну академію керівних кадрів культури і мистецтв за спеціальністю «Образотворче та декоративно-прикладне мистецтво» й здобула кваліфікацію «мистецтвознавець-експерт».
Після парламентських виборів 2014 року Марина Порошенко стала помічницею депутата-мажоритарника з Вінниці Григорія Заболотного на громадських засадах.
З 2016 до 2020 року — член Ради з питань розвитку Національного культурно-мистецького та музейного комплексу «Мистецький арсенал».
З 19 січня 2018 року по грудень 2019 року — голова Українського культурного фонду.
16 вересня 2020 року стало відомо, що Марину Порошенко висунули першим номером у списку кандидатів у депутати до Київської міської ради від партії «Європейська Солідарність». За результатами місцевих виборів у Києві «Європейська Солідарність» здобула 20,5 % голосів, і Марина Порошенко стала депутатом Київради.
Голова Постійної комісії Київської міської ради з питань охорони здоров'я та соціальної політики.

## Громадська діяльність
2015 року взяла участь в акції до Дня матері в Україні. Учасники, що зібралися в Національному ботанічному саду імені Миколи Гришка, висадили сорт троянд «Леонардо да Вінчі Ред» та «Дрофа», склали метровими літерами із чорнобривців слово «МАМА». Кошти, що зібрали під час конкурсів, були передані для лікування дітей лікарні «Охматдит».
Голова Ради Благодійного фонду Петра Порошенка.

## Родина
- Батько — Переведенцев Анатолій Михайлович (13.03.1933 — 20.08.2020) — заступник міністра охорони здоров'я УРСР, Радник Посла СРСР в Монголії (1985—1988).
- Мати — Переведенцева Людмила Миколаївна (18.02.1936 — 10.11.2020) — працювала на заводі «Арсенал»[17].
- Сестра — Зернецька Алла Анатоліївна — доцент Національного педагогічного університету імені Михайла Драгоманова[18].
- Чоловік — Порошенко Петро Олексійович (нар. 26 вересня 1965) — п'ятий Президент України (2014—2019).
- Старший син — Порошенко Олексій Петрович (нар. 6 березня 1985) — народний депутат України. Його дружина Юлія Аліханова — топменеджер консалтингової фірми McKinsey & Company. Весілля відбулося 7 вересня 2013 р. А 6 червня 2014 р. у них народився син, якого назвали Петром.
- Доньки — Євгенія (1999 р. н.) та Олександра (1999 р. н.)[19].
- Син — Михайло (2001 р. н.).

## Цікаві факти
Улюблені заняття — шиття, в'язання та кулінарія. Разом з чоловіком регулярно відвідує церемонію «Людина року» та виставки в «Мистецькому Арсеналі».
Марина Порошенко разом з Юрієм Луценком хрестили доньку Юрія Стеця Єву.
Під час інавгурації Петра Порошенка вона була одягнена в сукню дизайнера Лілії Григорівни Пустовіт.
З 15 травня 2017 р. до 2019 року на телеканалі «Україна» в програмі «Ранок з Україною» виходила рубрика «В ритмі спорту» з Мариною Порошенко.

## Нагороди
12 листопада 2016 року М. Порошенко отримала нагороду Всеукраїнської премії «Жінка III тисячоліття» в категорії «Знакова постать».
За словами організаторів заходу, Марина Порошенко «удостоєна цієї нагороди як відома громадська діячка, представник України на міжнародній арені в питаннях гуманітарної та соціальної діяльності, а також ініціатор та ідейний натхненник проєкту, спрямованого на соціалізацію дітей з інвалідністю та створення для них доступного освітнього середовища».
|  | «Уся моя робота та робота моєї команди спрямована на покращення життя дітей України, зокрема дітей з інвалідністю. Цю нагороду я присвячую всім українським жінкам — матерям і берегиням. Я дякую їм за повсякденну нелегку працю на благо української сім'ї, українського суспільства й усієї Української держави». |